# Uvaria lungonyana
Uvaria lungonyana är en kirimojaväxtart som beskrevs av Vollesen. Uvaria lungonyana ingår i släktet Uvaria och familjen kirimojaväxter. IUCN kategoriserar arten globalt som sårbar. Inga underarter finns listade i Catalogue of Life.